# 考試院會議
考試院會議，又稱考試院院會，為《考試院組織法》第7條所規定設立，由考試院院長、考試院副院長、考試委員、考選部部長、銓敘部部長及公務人員保障暨培訓委員會主任委員組成，以考試院院長為主席。考試院會議之召集以過半數之出席為定足人數，考試院的政策及有關重大事項，都需經過考試院會議討論決定。
考試院會議議決以下事項：
1. 關於考銓政策之決定。
2. 關於考試院施政綱領、年度施政計畫及概算。
3. 關於向立法院提出之法律案。
4. 關於院部會發布及應由院核准之重要規程、規則、細則、辦法、綱要、標準、準則及事例。
5. 關於舉行考試與典（主）試委員長人選之決定。
6. 關於院部會間共同事項。
7. 出席人員有關考銓事項之提案。
8. 其他有關考銓重要事項。

考試院會議原則上每星期四舉行，考試院院長或其他應出席人員三分之一以上認為有必要時，得停止舉行會議、改開秘密會議或召集臨時會議。
若考試院院長因事不能出席時，由考試院副院長代理主席。考試院院長及考試院副院長均因事不能出席時，由出席人員互推其中一位考試委員代理主席。院長、副院長、考試委員同時出缺時，為處理緊急必要事項，得由考選部部長、銓敘部部長、公務人員保障暨培訓委員會主任委員召集會議。

## 組成官員
根據《考試院組織法》第7條、《考試院會議規則》第2條，考試院會議的成員為：
- 考試院院長
- 考試院副院長
- 考試委員
- 考選部部長
- 銓敘部部長
- 公務人員保障暨培訓委員會主任委員

## 列席官員
根據《考試院會議規則》第2條，考試院院長得邀請或指定有關官員列席考試院會議。
- 考試院秘書長
- 考試院副秘書長
- 考選部政務次長
- 考選部常務次長
- 銓敘部政務次長
- 銓敘部常務次長
- 公務人員保障暨培訓委員會政務副主任委員
- 公務人員保障暨培訓委員會常務副主任委員
- 其他經考試院院長邀請或指定之其他相關官員

## 議事方式
考試院會議原則上採用多數決。提案應有2人以上之附議，且經出席人員過半數之決議行之；可否同數時取決於主席。出席人員對於表決結果有疑問時，得經出席人員三分之一以上同意，提請主席重行表決，但以一次為限。

## 外部連結
- （繁體中文）考試院全球資訊網-組織簡介 （页面存档备份，存于）